# Obrezina
 Obrezina  falu Horvátországban Zágráb megyében. Közigazgatásilag Velika Goricához tartozik.

## Fekvése
Zágráb központjától 11 km-re délkeletre, községközpontjától 7 km-re északkeletre, az A3-as autópálya mellett fekszik.

## Története
1857-ben 154, 1910-ben 214 lakosa volt. Trianon előtt Zágráb vármegye Nagygoricai járásához tartozott.  2001-ben 570 lakosa volt.

## Lakosság
| Lakosság változása | Lakosság változása | Lakosság változása | Lakosság változása | Lakosság változása | Lakosság változása | Lakosság változása | Lakosság változása | Lakosság változása | Lakosság változása | Lakosság változása | Lakosság változása | Lakosság változása | Lakosság változása | Lakosság változása |
| ------------------ | ------------------ | ------------------ | ------------------ | ------------------ | ------------------ | ------------------ | ------------------ | ------------------ | ------------------ | ------------------ | ------------------ | ------------------ | ------------------ | ------------------ |
| 1857               | 1869               | 1880               | 1890               | 1900               | 1910               | 1921               | 1931               | 1948               | 1953               | 1961               | 1971               | 1981               | 1991               | 2001               |
| 154                | 149                | 169                | 197                | 203                | 214                | 219                | 270                | 308                | 327                | 334                | 345                | 371                | 384                | 570                |

## Külső hivatkozások
- Velika Gorica hivatalos oldala
- Velika Gorica turisztikai egyesületének honlapja
- A Túrmező honlapja